# Didymoctenia disposita
Didymoctenia disposita är en fjärilsart som beskrevs av Walker 1860. Didymoctenia disposita ingår i släktet Didymoctenia och familjen mätare. Inga underarter finns listade i Catalogue of Life.